# Timbiquí
Timbiquí is een gemeente in het Colombiaanse departement Cauca.
De plaats Timbiquí is gesticht in 1772 door Francisco Antonio de Mosquera en Andrew Saa, en werd in 1915 de hoofdplaats van de gelijknamige gemeente.
De gemeente heeft een oppervlakte van 1813 km². In 2005 telde de gemeente 17.069 inwoners.
Timbiquí heeft een gemiddelde temperatuur van 28 °C. De gemiddelde jaarlijkse neerslag varieert rond de 6000 millimeter en de luchtvochtigheid rond de 93%. Dit valt onder andere te wijten aan zeestromingen en winden uit het zuiden en zuidwesten.
- Library of Congress Control Number: no96033169
- Virtual International Authority File: 157408481

Almaguer · Argelia · Balboa · Bolívar · Buenos Aires · Cajibío · Caldono · Caloto · Corinto · El Tambo · Florencia · Guachené · Guapi · Inzá · Jambaló · La Sierra · La Vega · López · Mercaderes · Miranda · Morales · Padilla · Páez · Patía · Piamonte · Piendamó · Popayán · Puerto Tejada · Puracé · Rosas · San Sebastián · Santander de Quilichao · Santa Rosa · Silvia · Sotará · Suárez · Sucre · Timbío · Timbiquí · Toribio · Totoró · Villa Rica